# Imre Kemecsey
Imre Kemecsey (ur. 11 lutego 1941 w Budapeszcie) – węgierski kajakarz. Srebrny medalista olimpijski z Rzymu.
Brał udział w dwóch igrzyskach (IO 60, IO 64). W 1960 zajął drugie miejsce w sztafecie kajakarzy (drużynę węgierską tworzyli ponadto András Szente, György Mészáros i Imre Szöllősi). Dwukrotnie był medalistą mistrzostw świata w 1966, zdobył srebro w kajakowej sztafecie i brąz w jedynce na dystansie 1000 metrów. Zdobywał medale mistrzostw Europy na różnych dystansach: złoto w 1967 w kajakowej dwójce na dystansie 1000 metrów, srebro w 1961 w sztafecie i w 1965 w jedynce na dystansie 1000 metrów i brąz w 1961 w czwórce na dystansie 1000 metrów.